# Lodè
Lodè (sardisk: Lodè) er en by og en kommune (comune) i provinsen Nuoro i regionen Sardinien i Italien. Byen ligger i 345 meters højde og har 1.692 indbyggere (2016). Kommunen har et areal på 123,45 km² og grænser til kommunerne Fonni og Gavoi.